# Hollywood (film 1923)
Hollywood – amerykański film niemy z 1923. Znany z powodu roli cameo ponad 30 gwiazd. Nie zachował się do dziś.

## Fabuła
Angela Whitaker, młoda dziewczyna, chce zostać aktorką. Przybywa do Hollywood, dokąd zabiera swojego dziadka, Joela Whitakera. Pierwszego dnia nie znalazła pracy, za to znalazł ją jej dziadek.

## Obsada
- Hope Drown jako Angela Whitaker
- Luke Cosgrave jako Joel Whitaker
- George K. Arthur jako Lem Lefferts
- Ruby Lafayette jako Grandmother Whitaker
- Harris Gordon jako dr Luke Morrison
- Bess Flowers jako Hortense Towers
- Eleanor Lawson jako Margaret Whitaker
- King Zany jako Horace Pringle

## Lista cameo
- Fatty Arbuckle
- Gertrude Astor
- Mary Astor
- Agnes Ayres
- Diana Serra Cary
- Noah Beery
- William Boyd
- Charles Chaplin
- Edythe Chapman
- Betty Compson
- Ricardo Cortez
- Bebe Daniels
- Cecil B. DeMille
- William C. de Mille
- Charles de Rochefort
- Douglas Fairbanks Sr.
- Jimmy Finlayson
- Sid Grauman
- Alan Hale Sr.
- Hope Hampton
- William S. Hart
- Jack Holt
- Leatrice Joy
- J. Warren Kerrigan
- Lila Lee
- Jacqueline Logan
- Jeanie Macpherson
- May McAvoy
- Robert McKim
- Thomas Meighan
- Bull Montana
- Owen Moore
- Nita Naldi
- Pola Negri
- Anna Q. Nilsson
- Charles Stanton Ogle
- Guy Oliver
- Jack Pickford
- Mary Pickford
- ZaSu Pitts
- Charles Reisner
- Fritzi Ridgeway
- Dean Riesner
- Will Rogers
- Ford Sterling
- Anita Stewart
- Gloria Swanson
- Estelle Taylor
- Ben Turpin
- Bryant Washburn
- Lois Wilson